# Cut the Wire
Cut the Wire è un album del 1986 di David Knopfler.

## Musicisti
- David Knopfler
- Bub Roberts
- Betsy Cook
- Chuck Sabo
- Arran Ahmun
- Pino Palladino
- Graham Edwards
- Andy Longhurst
- Taif Ball
- Mick Jackson
- Forrest Thomas
- Jane James
- Danny Thompson
- Nick Williams
- Bernie Clark
- Joel Bogen
- John Munroe
- Ben Hoffnung

## Tracce
1. Freakshow – 5:07
2. The Fisherman – 2:27
3. The Hurricane – 3:20
4. When We kiss – 4:30
5. When Grandpappa sailed – 5:19
6. The Hurting – 6:17
7. The Sentenced Man – 6:48
8. Dedication – 5:48
9. Charlie and Suzie – 1:24